# Юнг, Элоди
Элоди Юнг (фр. Élodie Yung; род. 22 февраля 1981, IX округ Парижа) — французская актриса кино и телевидения.

## Биография
Элоди Юнг родилась 22 февраля 1981 года в Париже (Франция), она старшая из трех детей франко-камбоджийской семьи. Её мать — француженка, а отец — камбоджиец, бежавший от красных кхмеров во Францию в 1975 году; в семье ещё двое детей. Элоди окончила университет Сорбонны в Париже и получила высшее юридическое образование. Затем она изучала актёрское мастерство в Лондонской академии музыки и драматического искусства и под руководством Роберта Кордье. Практиковала карате в течение 10 лет.
Двадцатилетняя Элоди дебютировала в кино в 2002 году во французском молодежном сериале «Жизнь перед нами» (2002—2003). До 2011 года снималась преимущественно во Франции. Получила известность благодаря ролям в фильмах «13-й район: Ультиматум» (2009) и «G.I. Joe: Бросок кобры 2» (2013). В 2016 году снялась в фильме «Боги Египта» в роли богини Хатхор.
В июле 2015 года было объявлено, что Элоди исполнит роль Электры Начиос во втором сезоне американского телесериала «Сорвиголова» производства студии Marvel Television для потокового канала Netflix. Позже Юнг вернулась к этой роли в телесериале «Защитники».
У Элоди есть дочь, Миннаван Юнг Ховард (род. 02.08.2018), от бойфренда актёра Джонатана Ховарда.

## Фильмография
| Год       |     | Русское название                      | Оригинальное название                  | Роль               |
| --------- | --- | ------------------------------------- | -------------------------------------- | ------------------ |
| 2002—2003 | с   | Жизнь перед нами                      | La vie devant nous                     | Джейд Перрин       |
| 2004      | ф   | Ямакаси 2. Дети ветра                 | Les fils du vent                       | Тсу                |
| 2005—2007 | с   | Мадмуазель Жубер                      | Mademoiselle Joubert                   | Фанни Леду         |
| 2006—2010 | с   | Стажеры: Первые шаги в полиции        | Les bleus: premiers pas dans la police | Лаура Морьер       |
| 2007      | с   | Национальная безопасность             | Sécurité intérieure                    | Жозефина           |
| 2007      | ф   | Хрупкий(ие)                           | Fragile(s)                             | Иса                |
| 2008      | ф   | Дом, милый дом                        | Home Sweet Home                        | Мэри Джо           |
| 2009      | тф  | Маленький Вэньчжоу                    | Little Wenzhou                         | Су                 |
| 2009      | ф   | 13-й район: Ультиматум                | Banlieue 13 Ultimatum                  | Тао                |
| 2010      | кор |                                       | Let Her                                | девушка            |
| 2010      | ф   | Операция Касабланка                   | Opération Casablanca                   | Исако              |
| 2011      | ф   | Девушка с татуировкой дракона         | The Girl With the Dragon Tattoo        | Мириам Ву          |
| 2013      | ф   | G.I. Joe: Бросок кобры 2              | G.I. Joe: Retaliation                  | Джинкс             |
| 2014      | ф   | Безмолвие                             | Still                                  | Кристина           |
| 2014      | ф   | 10 вещей, которые я ненавижу в жизни  | 10 Things I Hate About Life            | н/д                |
| 2014      | кор | Вера                                  | Believe                                | жена Мюррея        |
| 2015      | ф   | Наркополис                            | Narcopolis                             | Ева Грей           |
| 2016      | ф   | Боги Египта                           | Gods of Egypt                          | Хатхор             |
| 2016      | с   | Сорвиголова                           | Daredevil                              | Электра Начиос     |
| 2017      | ф   | Телохранитель киллера                 | The Hitman's Bodyguard                 | Амелия Руссел      |
| 2017      | с   | Защитники                             | The Defenders                          | Электра Начиос     |
| 2017      | ки  | Call of Duty: WWII                    | Call of Duty: WWII                     | Оливия Дюран       |
| 2019      | с   |                                       | Night Zookeeper                        | охранник           |
| 2020      | ф   | Тайное общество младших монарших особ | Secret Society of Second-Born Royals   | королева Екатерина |
| 2021      | с   | Любовь. Смерть. Роботы                | Love, Death & Robots                   | Элис               |
| 2022      | с   | Уборщица                              | The Cleaning Lady                      | Тони де ла Роса    |